# 동방성
동방성은 아주경제신문이 2015년에 설립한 對중국 미디어 그룹으로, 중국 옌타이, 베이징, 한국 서울, 전주 등, 한중 양국 4개 도시에 지사를 두고 있다. 미디어 광고기획, 한국 및 중화권 매체집행, 홍보대행, 전시기획 등의 업무에서 부터, 중국시장 리서치, 중국유통판로개척, 미디어 컨텐츠 개발 등 다양한 사업을 진행하고 있다.
온라인 플랫폼에는 한류연예뉴스 / 한국관광정보 / 동영상 컨텐츠 / 전자상거래로 구성되어 있다. 오프라인 잡지로는 "월간 동방성"이 서울 주요관광지에 무가지로 배포되고 있다.

## 동방성 관련 보도기사
- 창업진흥원, 韓 우수 스타트업과 中 선전가다
- 광대한 중국, '역직구'로 가자...위동페리, 칭다오서 한중교류 모색

## 동방성Site (https://web.archive.org/web/20190725195538/http://www.ex179.com/)
- 동방성 미디어컨텐츠 플랫폼